# تفجير ديار بكر (مايو 2016)
في يوم الثلاثاء 10 مايو 2016 وحوالي الساعة 10:50 صباحا بالتوقيت المحلي إنفجرت سيارة مفخخة وهجمت على سيارة مدرعة تابعة للشرطة في حي باجلار من ديار بكر، تركيا. الهجوم استهداف السيارة التابعة للشرطة والتي كانت تقل 7 ضباط مسلحين أكراد اعتقلوا مؤخرا وقد قتل 3 أشخاص وجرح 45 آخرين على الأقل بينهم 12 من رجال الشرطة. كانت السيارة تقل سبعة معتقلين، يشتبه في انتمائهم لحزب العمال الكردستاني بعدما خضعوا إلى الفحص الطبي الروتيني . وقد تبنت قوات الشعب المسلح وهي الجناح المسلح لحزب العمال الكردستاني لاحقا مسؤوليتها عن الهجوم.